# أوكوبو (محطة)

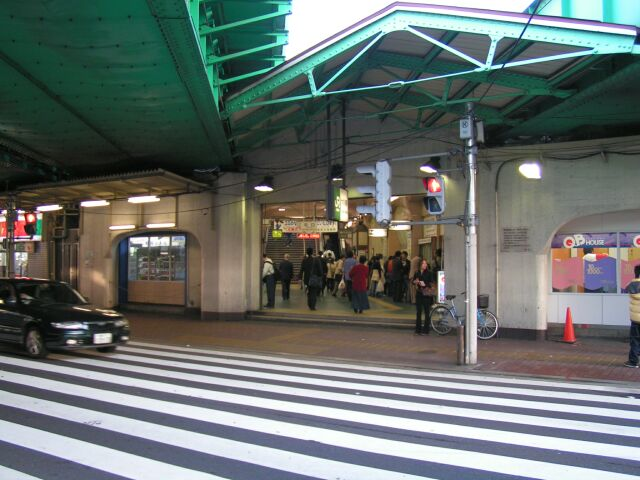
محطة أوكوبو

محطة أوكوبو (باليابانية: 大久保駅، أوكوبو-إكي) هي محطة قطار على خط تشوأو-سوبو، تقع في شينجوكو، طوكيو، اليابان. يتم تشغيلها من قبل شركة شرق اليابان للسكك الحديدية.

## الخطوط
- شركة شرق اليابان للسكك الحديدية (JR-East)
  - خط تشوأو-سوبو (Chūō-Sōbu Line)

## المرافق
للمحطة منصتان تخدمان خط تشوأو-سوبو:
- منصة 1 لخدمة الخط المتجه إلى ناكانو، ميتاكا، و تاكاو.
- منصة 2 لخدمة الخط المتجه إلى شينجوكو، تشيبا، و طوكيو.

## المحطات المتاخمة
| «                               |                                 | الخدمة                          |                                 | »                               |
| شركة شرق اليابان للسكك الحديدية | شركة شرق اليابان للسكك الحديدية | شركة شرق اليابان للسكك الحديدية | شركة شرق اليابان للسكك الحديدية | شركة شرق اليابان للسكك الحديدية |
| ------------------------------- | ------------------------------- | ------------------------------- | ------------------------------- | ------------------------------- |
| شينجوكو                         |                                 | خط تشوأو-سوبو                   |                                 | هيجاشي-ناكانو                   |

## وصلات خارجية
- محطة أوكوبو (شركة شرق اليابان للسكك الحديدية) - ياباني